# Molsruten
Molsruten is een gemarkeerd langeafstandswandelpad in Denemarken. De route is  80 kilometer lang en loopt van Grenaa naar Aarhus. Het blauw bewegwijzerde pad werd gecreëerd door de vereniging Dansk Vandrelaug. Het pad sluit aan op de Mols Bjerge-stien.